# Магистральный переулок
Магистра́льный переу́лок (до 8 июля 1955 года — проекти́руемый прое́зд № 6) — переулок, расположенный в Северном административном округе города Москвы на территории Хорошёвского района.

## История
Переулок получил современное название как часть системы транспортных магистралей между многочисленными промышленными предприятиями, сосредоточенными на стыке Хорошёвского и Пресненского районов. До 8 июля 1955 года назывался проекти́руемый прое́зд № 6.

## Расположение

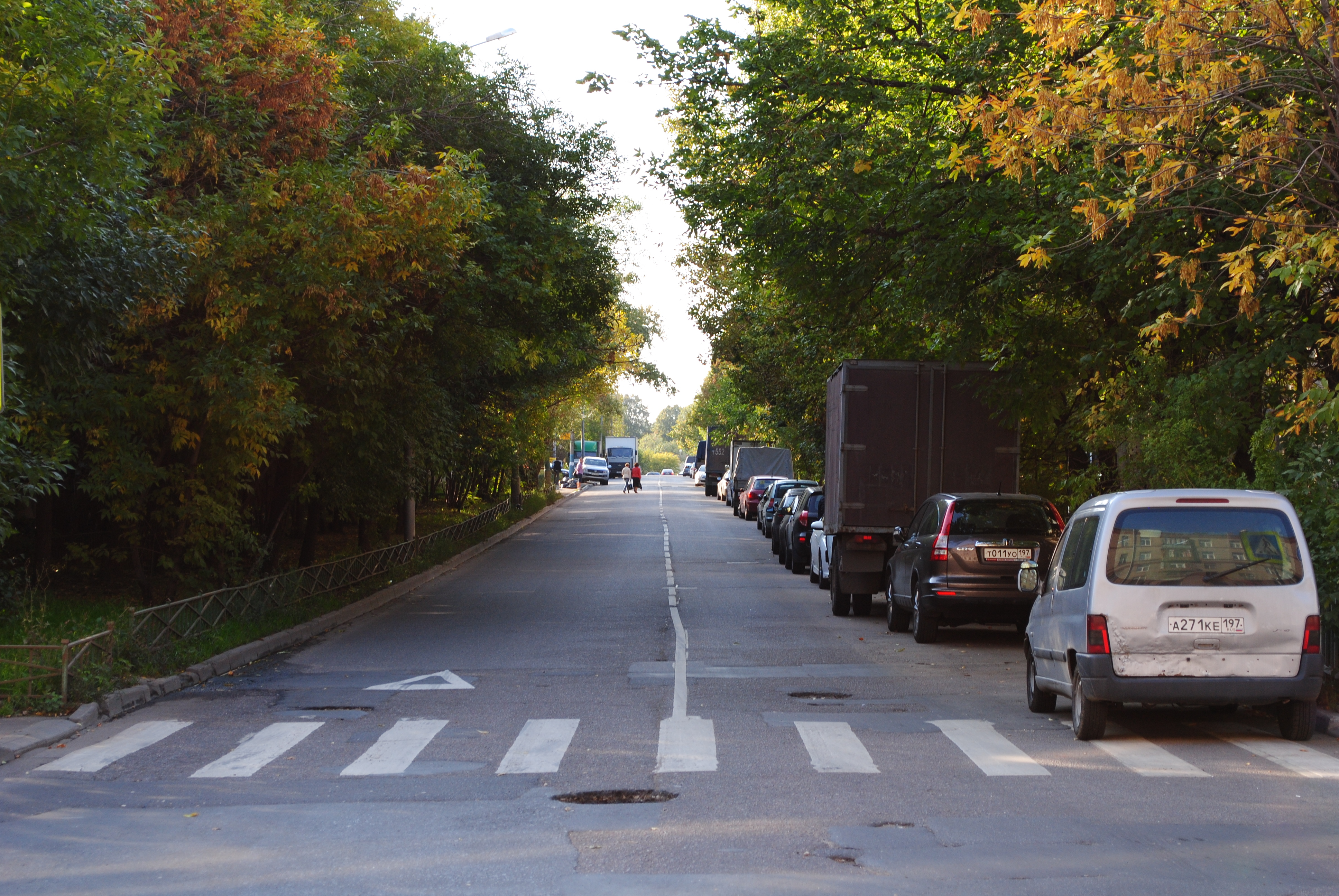
Магистральный переулок (вид от 5-й Магистральной улицы в сторону 4-й Магистральной улицы).

Магистральный переулок проходит от 4-й Магистральной улицы на юго-восток до 5-й Магистральной улицы. Нумерация домов начинается от 4-й Магистральной улицы.

## Примечательные здания и сооружения
По нечётной стороне:
По чётной стороне:

## Транспорт

### Автобус
- 27: от 4-й до 5-й Магистральной улицы и обратно.

### Метро
- Станция метро «Полежаевская» Таганско-Краснопресненской линии — севернее переулка, на Хорошёвском шоссе.